# Mortensnes

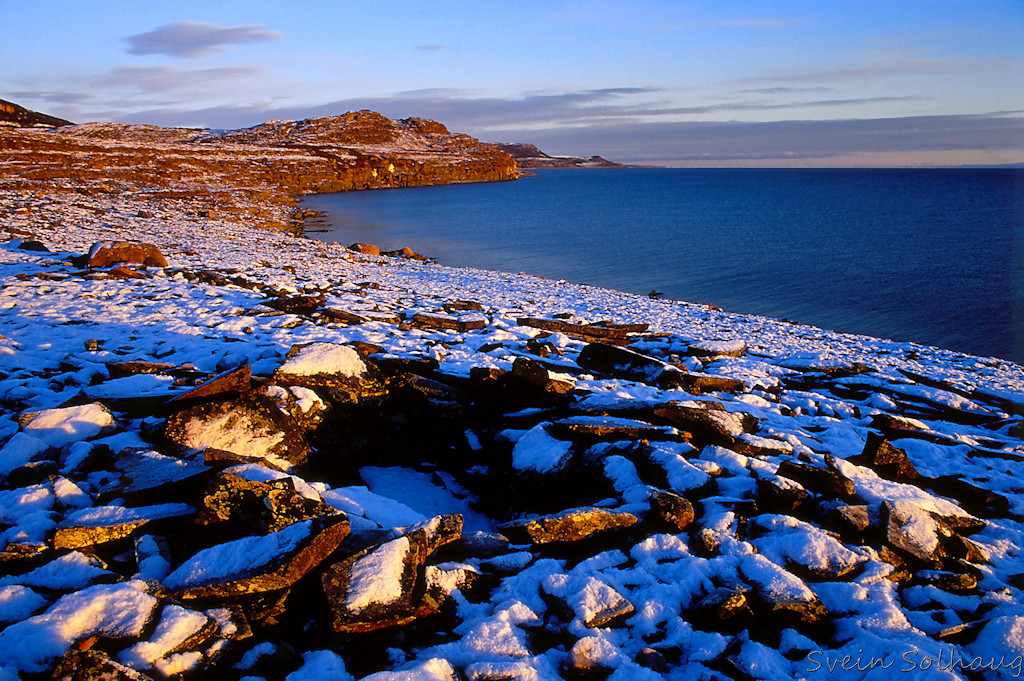
Samisk gravkammare

Mortensnes (nordsamiska: Ceavccageađge) är ett fornlämningsområde i Nesseby kommun  i Finnmark fylke i Norge, ligger på norra stranden av Varangerfjorden, öster om Nesseby kommuns centralort Varangerbotn. 
Mortensnes kulturminneområde är ett kulturminne sedan 1998. Området förvaltas sedan 2001 av Sametingen i Norge med Varanger samiske museum som ansvarig för praktisk skötsel.
Sametinget foreslog 2012 att Mortensnes tillsammans med Kjøpmannskjølen (nordsamiska: Noidiidčearru) i Båtsfjords kommun, Gollevárri kulturminneområde (Gullfjell) i Tana kommun och Gropbakkengen (nordsamiska: Ruovdenjunovta) i Nesseby kommun. skulle tas upp på Norges tentativa lista för UNESCOmärkta världsarv. Föreslaget namn är Várjjat siida.
I området finns bland annat lämnar efter boningsplatser och gravar, vilka visar att bosättning har funnits på platsen sedan äldre stenåldern.  Där finns två heliga offerstenar: bautastenen Ceavccageađge ("Transtenen") , som givit området sitt samiska namn, och flyttblocket Björnstenen.

## Historik
De första människorna kom till Mortensnes för mer än 10 000 år sedan, tidigt efter det att isen dragit sig tillbaka från kustområdena. Funna boplatser från denna tid ligger på grund av landhöjningen cirka 65 meter över dagens havsnivå. Två tältringar, som är omkring 9 000 år gamla, har grävts ut. Havet var då fyrtio meter högre än idag.
Medan bostäderna i äldre stenåldern varit flyttbara skinntält, blev de under yngre stenåldern, omkring 2 000 före Kristus mer permanenta. Golvet grävdes ned i backen och väggarna, som gjordes av trä, torv, jord och grus, blev tjockare. Under en tidigare epok var boningarna ganska små och runda, men i sen yngre stenålder blev de mer fyrkantiga. Dessa så kallade gräsbackhus kunde ha en golvyta på uppemot 50 kvadratmeter.
Under tidig bronsålder försvann gräsbackhusen, vilket tyder på att befolkningen åter blev mer nomadiserande. Från järnåldern har rester återfunnits av bostäder av trä, näver och torv, som är lika de första traditionella samiska kåtorna.
Den förste som gjorde utgrävningar i Mortensnes omkring 1850 var den lokale handelsmannen Andreas Georg Nordvi (1821-92). Nordvi, som var utbildad till arkeolog i Köpenhamn, var den siste som bedrev bytesaffärer på Handelsneset i Mortensnes. På Handelsneset finns rester efter stengärden och grundmurar efter butikshus, boningshus och lagård från handelsgården.